# Ewa Roznerska-Świerczewska
Ewa Roznerska-Świerczewska (ur. 1960, zm. 19 grudnia 2014 w Poznaniu) – polska konserwator zabytków.
W latach 1979–1985 odbywała studia na Uniwersytecie w Toruniu (praca magisterska pod kierunkiem prof. Jerzego Ciabacha: Badanie werniksów na bazie żywic cykloheksanonowych). Praktyki studenckie odbyła w kościele św. Piotra i Pawła w Lubiechowej (malowidła ścienne) oraz przy konserwacji polichromii w Starym Mieście koło Konina. Po ukończeniu studiów, w latach 1984–1988, zajmowała się nadal polichromiami Eligiusza Niewiadomskiego w Starym Mieście, a następnie dziełami w następujących obiektach:
- kościół garnizonowy w Jeleniej Górze (1985-1990),
- kościół Matki Bożej Bolesnej w Mariańskim Porzeczu (kierownictwo prac, 1991-1994),
- kaplica św. Jakuba przy opactwie pocysterskim w Lądzie (badania i konserwacja, 1990-1995),
- Kościół Pokoju w Świdnicy (1991),
- archikolegiata w Tumie (badania i konserwacja malowideł romańskich wespół z prof. Marią Roznerską, 1996-1998),
- kościół św. Benona w Broniszewie (konserwacja ołtarza głównego i polichromii oraz obrazów, 1998),
- kościół Wniebowzięcia Najświętszej Maryi Panny w Kłodawie (2001-2002, 2004),
- kościół Narodzenia NMP w Wyszynie (2006),
- kościół św. Jana Chrzciciela w Liścu Wielkim (2007),
- kościół Narodzenia NMP w Skulsku (2006-2009),
- kościół św. Andrzeja w Kościelcu Kolskim,
- Sala Opacka klasztoru w Lądzie (malowidła Adama Swacha, 1998-2001, 2007)[1].

Od 1993 była asystentem w Zakładzie Konserwacji Malarstwa i Rzeźby Polichromowanej w Pracowni Malarstwa Ściennego UMK. Doktoryzowała się w 2001 (praca: Problematyka uzupełnień uszkodzonych malowideł ściennych. Metody punktowań i rekonstrukcji). Od 2002 była adiunktem. W latach 2003–2013 związała się z Turkiem, gdzie kierowała pracami badawczymi i konserwatorskimi w kościele Najświętszego Serca Pana Jezusa. Habilitację uzyskała w 2010 (praca: Badanie techniki, technologii i stanu zachowania malowideł ściennych wybranych artystów Młodej Polski na terenie Wielkopolski). Brała udział w licznych komisjach konserwatorskich, m.in. podczas renowacji katedry toruńskiej.